# 아베 데쓰야
아베 데쓰야(일본어: 阿部 哲也, 1983년 6월 24일 ~ )는 일본의 전 축구 선수이다.

## 구단 경력
과거 콘사돌레 삿포로에서 활동하였다.